# Šport u 2025.
◄◄ | ◄ | 2022. | 2023. | 2024. | 2025.  | 2026. | 2027. | 2028. | ► | ►►
Arhitektura • Astronautika • Astronomija • Biologija • Film • Fotografija • Glazba • Kazalište • Kemija • Kiparstvo • Knjige • Književnost • Kršćanstvo • Meteorologija • Medicina • Planinarstvo • Politika • Pravo • Promet • Slikarstvo • Strip • Šport • Televizija • Znanost • Zrakoplovstvo • Željeznički promet
Šport u 2025.

## Svijet

### Natjecanja

#### Svjetska natjecanja
- 14. siječnja – 2. veljače: Svjetsko prvenstvo u rukometu – Hrvatska, Danska i Norveška 2025.[1]
- 14. – 21. lipnja: Svjetsko prvenstvo vaterpolista do 20 godina u Zagrebu.[2]
- 13. – 21. rujna: Svjetsko hrvačko prvenstvo u Areni Zagreb.[3]

#### Kontinentska natjecanja

##### Europska natjecanja
- 19. svibnja – 1. lipnja: Europsko nogometno prvenstvo do 17 godina u Albaniji.[4]
- 11. lipnja – 28. lipnja: Europsko nogometno prvenstvo do 21 godine u Slovačkoj.[5]
- 9. – 15. srpnja: Europsko prvenstvu u bocciji u Areni Zagreb.[6]
- 17. – 25. srpnja: 14. Europsko sveučilišno prvenstvo u futsalu u Zagrebu.

##### Azijska natjecanja
- 25. veljače – 2. ožujka: Azijsko vaterpolsko prvenstvo – Kina 2025.

## Hrvatska i u Hrvata

### Natjecanja

#### Ekipni športovi
- 30. siječnja (rukomet) – Hrvatska rukometna reprezentacija pobijedila Francusku (31:28) u polufinalu svjetskoga prvenstva i ušla u svoje prvo svjetsko finale nakon 2009.
- 2. veljače (rukomet) – Srebro rukometaša na Svjetskom prvenstvu u Hrvatskoj, Danskoj i Norveškoj.
- 25. svibnja (veslanje) – Hrvatski juniorski osmerac (Vice Alfier, Jakov Slavica, Josip Brekalo, Marko Martinović, Marko Sredić, Roko Zlodre, Šime Grubišić, Toma Pavičić i kormilarka Marijeta Slugan) osvojio je srebro na Europskom juniorskom prvenstvu u Kruszwicama.[7]
- 31. svibnja (veslanje) – Hrvatski četverac bez kormilara (Martin i Valent Sinković, Patrik i Anton Lončarić) osvojio je srebro na Europskom prvenstvu u Plovdivu.[8]
- 8. lipnja (socca) – Hrvatska malonogometna reprezentacija osvojila je brončano odličje u disciplini socca na Europskom prvenstvu u Kišinjevu.[9]
- 14. lipnja (jedrenje) – Tonči Stipanović i Tudor Bilić osvojili su srebro na Europskom prvenstvu u Viareggiju.[10]
- 15. lipnja (veslanje) – U završnoj utrci dvojaca Svjetskoga veslačkog kupa u Vareseu braća Sinković osvojila su srebro, a braća Lončarić četvrto mjesto.[11]
- 21. lipnja (vaterpolo) – Hrvatska momčad do 20 godina osvojila je broncu na Svjetskom prvenstvu u Zagrebu, a Vlaho Pavlić proglašen je najboljim strijelcem turnira.[12]
- 6. kolovoza (streljaštvo) - Hrvatska seniorska reprezentacija (Giovanni Cernogoraz, Anton i Josip Glasnović) osvojila je broncu, a juniorska (Leon Zegnal, Toni Gudelj i Mateo Zrinski) zlato u disciplini trap-trio na Europskom prvenstvu u Chateaurouxu.[13]
- 10. kolovoza (rukomet) – Hrvatske kadetikinje osvojile su srebro na Europskom prvenstvu u Crnoj Gori.[14]

#### Pojedinačni športovi
- 12. travnja (badminton) – Indonežanin Aria Dinata osvojio je prvo odličje, brončano, za Hrvatsku na Europskom prvenstvu.[15]
- 17. lipnja (judo) – Lara Cvjetko osvojila srebro na Svjetskom prvenstvu u Budimpešti.[16]
- 5. kolovoza
  - (streljaštvo) – Na Europskom prvenstvu u Chateaurouxu, Josip Glasnović osvojio je zlato, a Giovanni Cernogoraz srebro u trapu.[17]
  - (jedrenje) – Josip Tafra osvojio je srebro na Svjetskom juniorskom prvenstvu u klasi ILCA 6 u Los Angelesu.[18]
- 16. kolovoza (jedrenje) – Josip Tafra osvojio je zlato, a Lovre Bakotić broncu na Europskom seniorskom prvenstvu u Marstrandu, u klasi ILCA 6.[19]

### Rekordi
- 25. svibnja (ronjenje na dah) – Mirela Kardašević postavila rekord u dinamici s monoperajom (284 m), a Petar Klovar u ronjenju bez peraja u moru (103 m) na Svjetskom bazenskom prvenstvu u ronjenju na dah u Ateni.[20]

## Vanjske poveznice
|  | Zajednički poslužitelj ima još gradiva o temi Šport u 2025. |